# Giovanni Dimitri
Giovanni Dimitri (Manduria, 14 giugno 1963) è un militare italiano, Appuntato dell'Arma dei Carabinieri, insignito di Medaglia d'oro al valor civile.